# Civil
Un civil este o persoană ce nu face parte dintr-o armată. Conform dreptului războiului, îndreptarea oricărui tip de atac militar împotriva civililor este o crimă de război.